# Propagation des ondes radio
Les ondes radioélectriques ou ondes hertziennes sont des ondes électromagnétiques qui se propagent de deux façons :
- dans l'espace libre (propagation rayonnée, autour de la Terre par exemple)
- dans des lignes (propagation guidée, dans un câble coaxial ou un guide d'ondes)

Le domaine des fréquences des ondes radio s'étend de 9 kHz à 300 GHz.
Pour la partie théorique, on se reportera à l'article Établissement de l'équation de propagation à partir des équations de Maxwell .

## Intérêt de l'étude de la propagation des ondes radio
Il  est essentiel de comprendre les principes de la propagation des ondes pour pouvoir prédire les chances et les conditions d'établissement d'une liaison radio entre deux points de la surface de la Terre ou entre la Terre et un satellite .
Cela permet par exemple :
- Le calcul de la puissance minimale d'un émetteur de radiodiffusion afin d'assurer une réception confortable sur une zone déterminée ;
- la détermination de la position d'un relais pour la radiotéléphonie mobile ;
- l'estimation des chances d'établissement d'une liaison transcontinentale sur ondes courtes ;
- l'étude des phénomènes d'interférence entre émetteurs ;
- le calcul du champ électromagnétique à proximité d'un équipement d'émission (radar, relais, tour de transmission...) pour déterminer les risques encourus par la population se trouvant à proximité.
- l'anticipation de la transmission par calcul de la couverture de l'émetteur, des phénomènes de propagation qui ont lieu à travers le canal (guidage d'onde, réflexions, diffractions, etc.).

Le niveau du signal reçu à l'extrémité du parcours sera plus ou moins élevé donc plus ou moins exploitable en fonction de la fréquence d'émission, l'époque par rapport au cycle solaire, la saison, l'heure du jour, la direction et la distance entre l'émetteur et la station réceptrice, etc. L'étude des lignes de transmission et des phénomènes de propagation d'un signal dans une ligne peut aider à optimiser les câbles utilisés dans l'établissement d'un réseau de transmission ou pour l'alimentation d'une antenne.

## Dans l'espace

Rayonnement radioélectrique d'une antenne verticale.

- Déplacement d'une onde électromagnétique dans l'espace

Les ondes provoquées par la chute d'un caillou à la surface d'un étang se propagent comme des cercles concentriques. L'onde radio émise par l'antenne isotrope (c'est-à-dire rayonnant de façon uniforme dans toutes les directions de l'espace) peut être représentée par une succession de sphères concentriques. On peut imaginer une bulle se gonflant très vite, à la vitesse de la lumière c, très proche de 300 000 km/s. Au bout d'une seconde, la sphère a 600 000 km de diamètre. Si le milieu de propagation n'est pas isotrope et homogène, le front de l'onde ne sera pas une sphère.
Dès que l'onde électromagnétique s'est suffisamment éloignée de sa source (à une distance de l'ordre de la longueur d'onde), on peut la considérer comme constituée par l'association d'un champ électrique E et d'un champ magnétique H. Ces deux champs oscillants sont orthogonaux entre eux et orthogonaux à la direction de propagation. Le rapport E/H entre l'amplitude de ces deux champs est égal à 377 ohms (aussi appelé impédance caractéristique du vide). La connaissance de l'un entraine la connaissance de l'autre. Pour cette raison, on définit en général l'amplitude de l'onde par l'amplitude de son champ électrique. 
Comme une onde radio est une vibration, au bout d'une période, l'onde aura parcouru une distance notée lambda et appelée longueur d'onde. La longueur d'onde est une caractéristique essentielle dans l'étude de la propagation ; pour une fréquence donnée, elle dépend de la vitesse de propagation de l'onde.
On appelle polarisation d'une onde radio la direction du champ électrique. Par exemple, une antenne filaire verticale émettra une onde polarisée verticalement, c'est-à-dire avec un champ E vertical. Mais on peut trouver des ondes dont le sommet du vecteur E décrit une ellipse: La polarisation est elliptique. Une onde à polarisation elliptique peut être considérée comme la superposition des deux ondes "linéaires" polarisées à 90° l'une de l'autre.
- Variations du champ électrique

Plus on s'éloigne de l'antenne, plus l'intensité du champ électromagnétique rayonné est faible. Cette variation est régulière dans un espace homogène, dans le vide, par exemple. Dans ce cas, la puissance transportée par l'onde par unité de surface est inversement proportionnelle au carré de la distance à la source (dès que l'on atteint une distance dite de Fraunhofer). Le champ électrique de l'onde est, lui, inversement proportionnel à la distance : le champ est divisé par deux si on se trouve deux fois plus loin.
Pour calculer le champ à une distance D de l'antenne, il est important de définir si E désigne l'amplitude maximale du champ, ou bien la valeur efficace du champ. Il faut également définir l'antenne : doublet électrique élémentaire, dipôle demi-onde, antenne isotrope, etc.
Si P est la puissance (non modulée) appliquée à un  doublet électrique élémentaire, la valeur maximum du champ électrique E rayonné en un point situé à une distance D de cette antenne, perpendiculairement à l'antenne (sens du vecteur de Poynting), est donnée par la relation :
{\displaystyle E_{0}={\frac {\sqrt {kP}}{D}}~}
avec k = 90, E0 en V/m ; P en W ; D en m.
(Voir bibliographie : Goudet) 
Ainsi, une puissance de 10 W appliquée à ce doublet produira un champ d'amplitude maximum de 1 mV/m à une distance de 30 km, ce qui, en radioélectricité, n'est pas un champ négligeable.
Si on considère non plus un doublet électrique élémentaire (qui n'a pas d'existence réelle) mais un dipôle demi-onde, le coefficient k sera égal à 98.
Si on considère une antenne isotrope (voir ci-dessous), alors k = 60.
On utilise souvent, notamment en CEM, le concept d'antenne isotrope. Les calculs de champ sont d'abord effectués en fonction de l'antenne isotrope. On corrige ensuite le calcul  en tenant compte du gain réel, en dB/iso, de l'antenne.
Si on considère une source isotrope rayonnant une puissance P (on dit alors que P est la P.I.R.E.), et si on considère le champ efficace (champ max divisé par racine de 2) alors on a la relation suivante :
{\displaystyle E_{\textrm {eff}}={\frac {\sqrt {30P}}{D}}~}
Ainsi, une puissance non modulée de 10 W appliquée à une antenne isotrope produira un champ E efficace de 5,7 V/m à une distance de 3 m. 
Toutes ces relations ne sont valables que pour D suffisamment grand, dans la zone dite zone de Fraunhofer des éléments rayonnants. Cette zone commence à une distance de l'ordre de la longueur d'onde pour les antennes petites, mais peut être nettement plus éloignée pour les antennes à fort gain. 
Dans les conditions réelles de propagation, on aura presque toujours des obstacles à proximité du trajet de l'onde, ou des éléments qui pourront provoquer des réflexions. En particulier, comme la Terre est ronde, il y aura toujours une distance à laquelle la source d'émission n'est plus en visibilité de l'antenne de réception. Par exemple, en terrain plat, si les antennes d'émission et de réception sont distantes de 30 km, il faudra qu'elles soient à 15 mètres au-dessus du sol pour obtenir la visibilité optique. Et même dans ce cas, il y aura déjà une atténuation aux fréquences basses, du fait que l'ellipsoïde de Fresnel n'est pas dégagé aux fréquences basses.
Il faudra alors compter sur le phénomène de diffraction pour recevoir un signal, à moins que l'on soit dans le cas de réflexions ionosphériques (voir plus loin).
Pour une bonne réception, il est nécessaire que le champ électrique de l'onde captée ait un niveau suffisant. La valeur minimale de ce niveau dépend de la sensibilité du récepteur, du gain de l'antenne et du confort d'écoute souhaité. Dans le cas des transmissions numériques le confort d'écoute est remplacé par le taux d'erreur requis pour la transmission.
- Atténuation entre deux antennes

Dans le cas de la propagation en espace libre, c'est-à-dire ellipsoïde de Fresnel dégagé, et si les deux antennes ont la même polarisation, il est possible de connaître le niveau de puissance reçu par une antenne de réception, en fonction de la distance à l'antenne d'émission et de la puissance de l'émetteur. 
Si l'antenne d'émission et l'antenne de réception sont isotropes (gain 0 dBi), l'atténuation entre les deux antennes est :
{\displaystyle A=22{\textrm {dB}}+20\log(D/\lambda )}
(où D=distance entre émetteur et récepteur et  λ = longueur d'onde du signal transmis)
Soit  un émetteur de puissance d'émission (PE) de 10 W, émettant, dans une antenne isotrope (gain = 0 dBi), à une fréquence de 150 MHz.
On peut calculer la puissance (PR) que recevra une autre antenne isotrope placée à 1 km de l'émetteur:
- λ = 2 m
( λ ~= 300/F avec F en MHz soit  λ = 300/150)
- PE = 10 W = 40 dB re 1 mW
- A = 22 dB + 20 log (1000/2) = 76 dB

PR = 40 - 76 = −36 dB re 1 m(W) (souvent noté −36 dBm).
Ces formules avec l'antenne isotrope hypothétique permettent les calculs avec des antennes réelles, en tenant alors compte du gain/iso de celles-ci.

Pour plus de précisions, voir équation des télécommunications.

## Phénomènes de propagation des ondes radio
Une onde radio se distingue d'un rayonnement lumineux par sa fréquence : quelques dizaines de kilohertz ou gigahertz pour la première, quelques centaines de térahertz pour la seconde. Évidemment l'influence de la fréquence de l'onde est déterminante pour sa propagation mais la plupart des phénomènes d'optique géométrique (réflexion...) s'appliquent aussi dans la propagation des ondes hertziennes. Dans la pratique il est fréquent que deux ou plusieurs phénomènes s'appliquent simultanément au trajet d'une onde : réflexion et diffusion, diffusion et réfraction... Ces phénomènes appliqués aux ondes radioélectriques permettent souvent d'établir des liaisons entre des points qui ne sont pas en vue directe.

### Réflexion des ondes radio
Une onde peut se réfléchir sur une surface comme le sol, la surface de l'eau, un mur ou une voiture. On parle de réflexion spéculaire lorsque l'onde se réfléchit comme un rayon lumineux le ferait sur un miroir. Une onde dont la fréquence est de l'ordre de quelques mégahertz peut se réfléchir sur une des couches ionisées de la haute atmosphère. La réflexion d'une onde est plus généralement diffuse, l'onde se réfléchissant dans plusieurs directions ainsi qu'un rayon lumineux frappant une surface mate. Une antenne ou un miroir paraboliques fonctionnent de façon similaire..

### Réfraction des ondes radio
Comme un rayon lumineux est dévié lorsqu'il passe d'un milieu d'indice de réfraction n1 à un autre d'indice n2, une onde radio peut subir un changement de direction dépendant à la fois de sa fréquence et de la variation de l'indice de réfraction. Ce phénomène est particulièrement important dans le cas de la propagation ionosphérique, la réflexion que subit une onde décamétrique dans l'ionosphère est en fait une suite continue de réfractions. Il est possible de reproduire avec une onde radio dont la longueur d'onde est de quelques centimètres à quelques décimètres le phénomène observé avec une lentille ou un prisme en optique classique.

### Diffraction des ondes radio
Lorsqu'une onde rencontre un obstacle de grande dimension par rapport à la longueur d'onde, celle-ci pourra être arrêtée par cet obstacle. Ce sera le cas d'une colline, d'une montagne, etc.
Cependant, dans une certaine mesure, l'onde pourra contourner l'obstacle et continuer à se propager derrière celui-ci, à partir des limites de cet obstacle. Ainsi, une onde ne sera pas entièrement arrêtée par une montagne, mais pourra continuer à se propager à partir du sommet de la montagne, vers la plaine qui se trouve derrière...
Ce franchissement de l'obstacle se fera avec une atténuation, parfois très importante.
Pour connaître l'atténuation supplémentaire apportée par l'obstacle, il faudra considérer "l'ellipsoïde de Fresnel"
En pratique, les calculs sont difficiles, et on utilise des logiciels de prévision de propagation.
La diffraction sera plus importante pour les fréquences basses : une émission kilométrique (de quelques centaines de kHz) n'aura pas de difficulté pour franchir une montagne, alors qu'une émission décimétrique sera pratiquement arrêtée.
Une émission centimétrique sera arrêtée même par une petite colline.

### Diffusion des ondes radio
Le phénomène de diffusion peut se produire quand une onde rencontre un obstacle dont la surface n'est pas parfaitement plane et lisse. C'est le cas des couches ionisées, de la surface du sol dans les régions vallonnées (pour les longueurs d'onde les plus grandes) ou de la surface des obstacles (falaises, forêts, constructions...) pour les ondes ultra-courtes (au-dessus de quelques centaines de mégahertz). Comme en optique, la diffusion dépend du rapport entre la longueur d'onde et les dimensions des obstacles ou des irrégularités à la surface des obstacles réfléchissants. Ces derniers peuvent être aussi variés que des rideaux de pluie (en hyperfréquences) ou les zones ionisées de la haute atmosphère lors des aurores polaires.

### Interférence de deux ondes radio
Il faut distinguer le brouillage occasionné par deux signaux indépendants, mais possédant des fréquences très proches, du phénomène d'interférence apparaissant lorsque l'onde directe rayonnée par un émetteur est reçue en même temps qu'une onde réfléchie. Dans ce dernier cas, les temps de parcours des deux ondes sont différents et les deux signaux reçus sont déphasés. Plusieurs cas peuvent alors se présenter :
- déphasage égal à un multiple de la période : les signaux sont en phase et se renforcent mutuellement. Leurs amplitudes s'ajoutent.
- déphasage d'un multiple d'une demi-période : les signaux sont en opposition de phase et l'amplitude du plus faible se déduit de celle du plus fort. Si les deux signaux ont la même amplitude, le niveau du signal résultant est nul.
- déphasage quelconque : l'amplitude du signal résultant est intermédiaire entre ces deux valeurs extrêmes.

Les phénomènes d'interférences peuvent être très gênants lorsque le temps de parcours de l'onde indirecte varie : l'amplitude du signal reçu varie alors à un rythme plus ou moins rapide. Le phénomène d'interférence est utilisé dans des applications couvrant de nombreux domaines : mesure de vitesse, radiogoniométrie...
Le phénomène d'interférence est particulièrement gênant dans le cas des transmissions de signaux numériques : en effet, dans ce cas on pourra observer un taux d'erreur sur les bits (BER) important. En transmissions numériques, on parlera alors d'interférences par multitrajets. On peut distinguer les cas suivants :
- Si la différence temporelle entre les trajets est inférieure à la durée d'un symbole numérique (moment), l'interférence se traduira par des variations de niveau du signal radio reçu.

- Si la différence temporelle entre les trajets est supérieure à la durée des moments, on aura une distorsion du signal démodulé.

Pour réduire ces phénomènes, on utilise aujourd'hui pour certains systèmes radio à haut débit le codage par "étalement de spectre".

### Effet Faraday
Lorsqu'une onde radio se propage dans un milieu ionisé, comme la ionosphère, sa direction de polarisation tourne. Pour cette raison, les télécommunications spatiales qui traversent la ionosphère utilisent une polarisation circulaire, afin d'éviter que l'onde reçue par l'antenne de réception n'ait une polarisation croisée avec cette antenne, ce qui produirait un évanouissement de la liaison.

## Propagation en fonction de la gamme de fréquence

### Ondes kilométriques

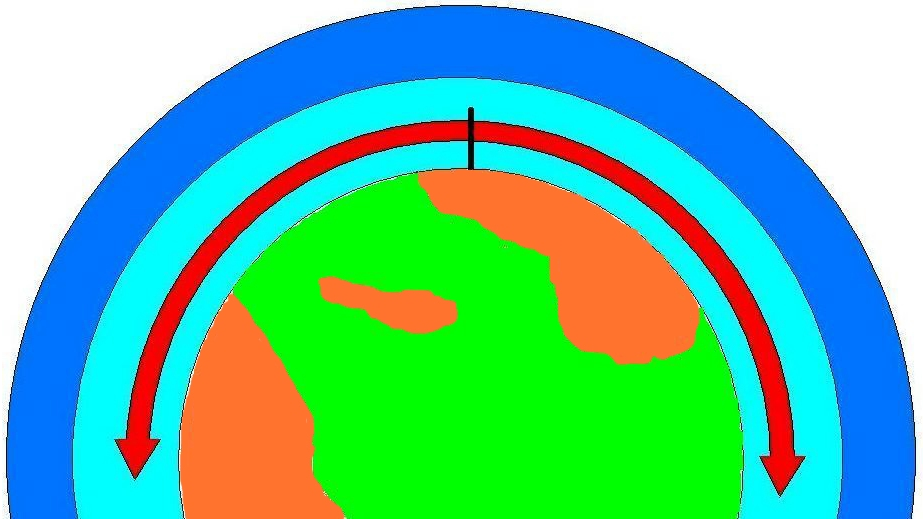
La propagation par l'onde de sol sur la surface de la Terre.

Elles se propagent principalement à très basse altitude, par onde de sol. Leur grande longueur d'onde permet le contournement des obstacles. Pour une même distance de l'émetteur, le niveau du signal reçu est très stable. Ce niveau décroît d'autant plus vite que la fréquence est élevée. Les ondes de fréquence très basse pénètrent un peu sous la surface du sol ou de la mer, ce qui permet de communiquer avec des sous-marins en plongée.
Applications courantes : radiodiffusion sur Grandes Ondes, diffusion des signaux horaires (horloges radio-pilotées)... La puissance de ces émetteurs est énorme : souvent plusieurs mégawatts pour obtenir une portée pouvant aller jusqu'à 1 000 km.
- Voir basse fréquence

### Ondes hectométriques
Les stations de radiodiffusion sur la bande des Petites Ondes (entre 600 et 1 500 kHz) ont des puissances pouvant aller jusqu'à plusieurs centaines de kilowatts. Elles utilisent encore l'onde de sol pour couvrir une zone ne dépassant guère une région française mais bénéficient après le coucher du soleil des phénomènes de propagation ionosphérique.

### Ondes décamétriques

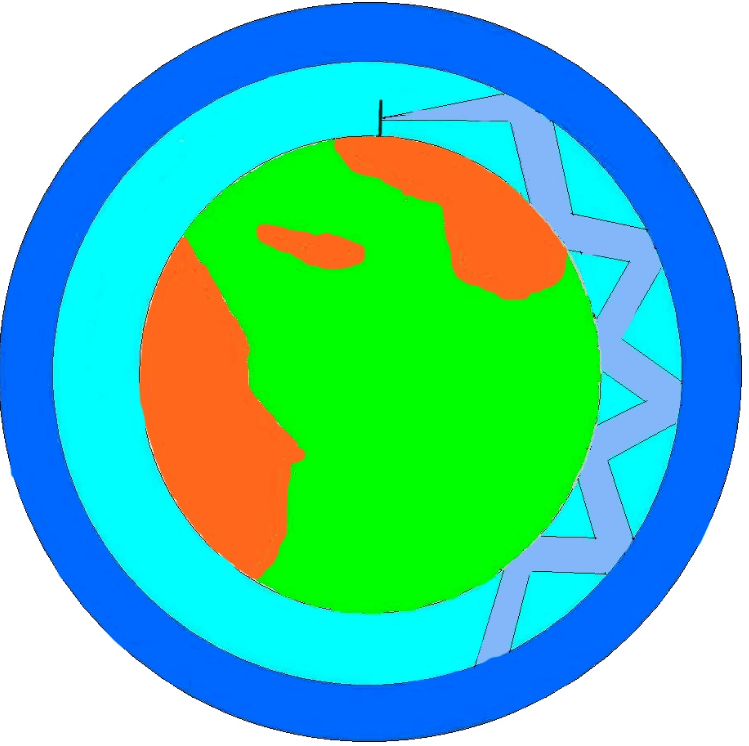
La propagation par onde réfléchie entre ciel et terre.

Les ondes courtes, bien connues des radioamateurs, permettent des liaisons intercontinentales avec des puissances de quelques milliwatts si la propagation ionosphérique le permet car l'onde de sol au-dessus de 2 ou 3 MHz ne porte guère au-delà de quelques dizaines de kilomètres. Entre 1 et 30 MHz, la réflexion des ondes sur les couches de l'ionosphère permet de s'affranchir du problème de l'horizon optique et d'obtenir en un seul bond une portée de plusieurs milliers de kilomètres, avec plusieurs bonds parfois jusqu'aux antipodes. Mais ces résultats sont très variables et dépendent des modes de propagation du cycle solaire, de l'heure de la journée ou de la saison. Les ondes décamétriques ont cédé le pas aux satellites même si à l'aide du modele international reference ionosphere reposant sur les résultats des ionosondes les calculs de prévision de propagation permettent de prédire avec une bonne fiabilité les heures d'ouverture, les fréquences maximales utilisables et le niveau du signal qui sera reçu.
- Voir haute fréquence ; Service de prévision ionosphérique

### Ondes métriques

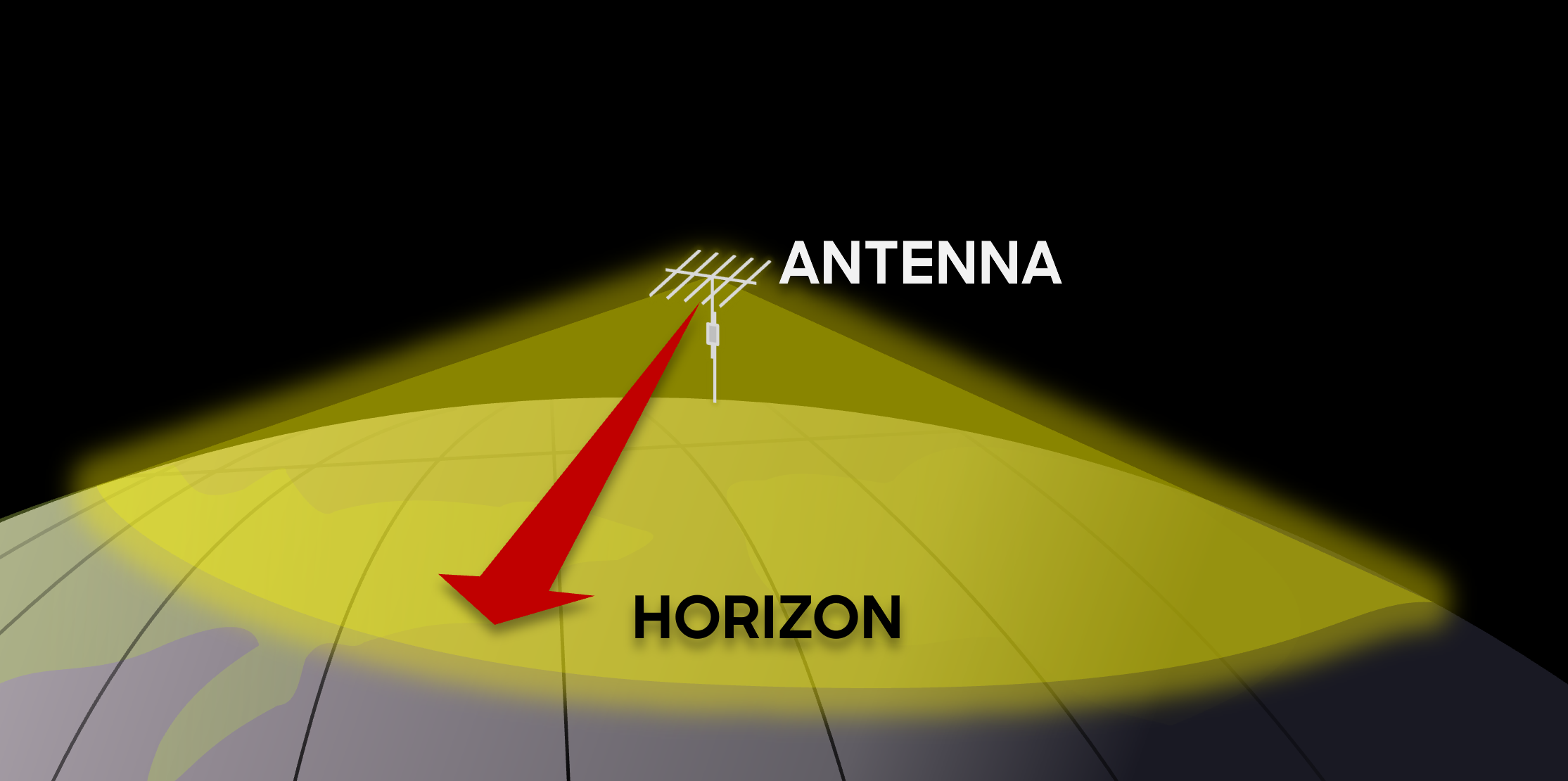
Propagation locale sur les bandes VHF et UHF

Les ondes métriques correspondent à des fréquences comprises entre 30 et 300 MHz incluant la bande de radiodiffusion FM, les transmissions VHF des avions, la bande radioamateur des 2 m... On les appelle aussi ondes ultra-courtes (OUC). Elles se propagent principalement en ligne droite mais réussissent à contourner les obstacles de dimensions ne dépassant pas quelques mètres. Elles se réfléchissent sur les murs, rochers, véhicules et exceptionnellement sur des nuages ionisés situés dans la couche E, vers 110 km d'altitude ce qui permet des liaisons à plus de 1 000 km. En temps normal, la portée d'un émetteur de 10 watts avec une antenne omnidirective est de quelques dizaines de kilomètres.
Mais il arrive  que l'indice de réfraction pour ces fréquences fasse s'incurver vers le sol une onde qui se serait perdue dans l'espace. Pour que cette courbure ait lieu, il faut que l'indice de l'air soit plus faible en altitude, ce qui est presque toujours le cas, du fait de la diminution de pression. Ainsi, quand on cherche à calculer l'horizon radioélectrique, on prend un rayon terrestre fictif de 8 400 km, plus grand que la réalité. Mais si en plus, l'air est plus chaud en altitude, cette courbure augmente et peut être supérieure à la courbure de la Terre ; l'onde arrive alors à se propager très au-delà de l'horizon radioélectrique. Des liaisons à quelques centaines de kilomètres sont alors possibles. Les conditions météorologiques particulièrement favorables : inversion de température avec brouillard au sol (canal de propagation à quelques centaines de mètres d'altitude, propagations en UHF en hiver), apparition d'un front chaud météorologique, 24 heures avant une perturbation (canal de propagation entre 1 000 et 3 000 m d'altitude, distances possibles au-delà de 1 000 km), nuit fraîche au sol et temps très calme comme certaines matinées d'automne... si la courbure suivie par l'onde est égale à la courbure de la terre, l'onde reste confinée à une certaine altitude, et seules les antennes situées à cette altitude subissent ce phénomène. Par contre, en milieu de journée ensoleillée, l'air peut être beaucoup plus chaud près du sol, et la courbure est réduite : on observe alors un déficit de propagation, et une portée réduite au-delà de la centaine de km.
Certains radioamateurs effectuent des liaisons à grandes distances en profitant de la réflexion des ondes métriques sur les traces ionisées associées aux météores et aussi sur les zones ionisées associées aux aurores polaires.
- Voir très haute fréquence

### Ondes décimétriques et hyperfréquences
Plus sa fréquence augmente, plus le comportement d'une onde ressemble à celui d'un rayon lumineux. Les faisceaux hertziens permettent des liaisons à vue, comme le Télégraphe de Chappe, mais par tous les temps et avec des débits d'informations des milliards de fois plus élevés. Des obstacles de petites dimensions peuvent perturber la liaison (voir ellipsoïde de Fresnel). Ces ondes se réfléchissent facilement sur des obstacles de quelques mètres de dimension ; ce phénomène est exploité par les radars, y compris ceux utilisés aux bords des routes. C'est grâce aux réflexions sur les bâtiments qu'il est possible d'utiliser un téléphone portable sans être en vue directe de l'antenne du relais, mais les interférences entre ondes réfléchies rendent la communication difficile, obligeant l'utilisateur à changer d'endroit ou à se déplacer de quelques mètres simplement. Sur 10 GHz avec une puissance de quelques watts et des antennes paraboliques de moins d'un mètre de diamètre, il est possible d'effectuer des liaisons à plusieurs centaines de kilomètres de distance en se servant d'une montagne élevée comme réflecteur.
Au-dessus de 10 gigahertz, le phénomène de diffusion peut se manifester sur des nuages de pluie (rain scatter), permettant à l'onde d'atteindre des endroits situés au-delà de l'horizon optique (sur des distances pouvant aller jusqu'à 800-900 km en 10 GHz !).
Ces phénomènes météorologiques peuvent également provoquer une atténuation ; une forte pluie peut même interrompre une liaison faite d'ondes centimétriques. La réception TV satellite est ainsi parfois interrompue.
Comme pour les ondes métriques, la propagation en hyperfréquences peut être perturbée par la variation de l'indice de l'air. On pourra observer des portées de plusieurs centaines de km quand l'onde rencontrera une diminution de l'indice de l'air (inversion de température par exemple) ; le phénomène est le même que pour les ondes métriques, mais comme le phénomène de guidage troposphérique implique des couches d'air d'au moins une centaine de longueurs d'onde d'épaisseur, on pourra observer parfois des propagations en hyperfréquence et pas en ondes métriques. 
Ces phénomènes de propagation anormales sont considérés comme des perturbations pour les systèmes de faisceaux hertziens, car ils peuvent donner lieu à des évanouissements, par exemple si le faisceau est dévié dans une autre direction que celle du récepteur. Par ailleurs, on observera souvent plusieurs trajets de l'onde, ce qui conduira encore à des évanouissements par trajets multiples, ou à des distorsions très dommageables pour les FH du fait de leur modulation numérique.
Du fait des phénomènes troposphériques, on définit pour une liaison à FH le pourcentage de temps pour lequel la liaison est garantie.
- Voir hyperfréquences

- Voir ellipsoïde de Fresnel

## Prévisions de propagation
Le niveau du signal émis par une station d'émission (émetteur et antenne) en un point de l'espace (ou de la surface de la Terre) peut être calculé avec une bonne précision si les principaux facteurs déterminant la transmission sont connus. À titre d'exemple prenons deux cas : liaison en vue directe sur 100 MHz et liaison à grande distance sur 10 MHz utilisant une réflexion sur la couche E.
Nous n'effectuerons évidemment pas ici les calculs.

### Liaison directe sur100MHz
On connaît :
- La puissance de sortie de l'émetteur ;
- Le diagramme de rayonnement de l'antenne d'émission et en particulier le gain de celle-ci dans la direction qui nous intéresse et sa hauteur par rapport au sol ;
- Le profil du terrain entre la station d'émission et le point de réception, tenant compte de la rotondité de la Terre ;
- La distance entre émetteur et point de réception ;

Des logiciels plus ou moins sophistiqués permettent de faire rapidement ce genre de calcul qui peut éventuellement tenir compte de la conductivité du sol, des possibilités de réflexion, etc.
Si on ajoute les caractéristiques de la station de réception (antenne + récepteur), on pourra alors calculer le bilan de liaison, qui donnera la différence de niveau entre le signal utile et le bruit radioélectrique.

### Liaison utilisant une réflexion sur la couche E
Les informations nécessaires sont :
- La puissance de l'émetteur ;
- le diagramme de rayonnement de l'antenne ;
- la position géographique de chacune des deux stations mais aussi ;
- la capacité de la couche E à réfléchir les ondes radio.

C'est le nombre de Wolf (ou Sun Spot Number, en abrégé : « SSN »), mais aussi la date et l'heure du jour de la tentative de liaison qui permettra au logiciel de calculer les possibilités de propagation ionosphérique. 
On connaîtra la probabilité d'établissement de la liaison en fonction de la fréquence pour un rapport signal sur bruit donné.

## Propagation guidée
Pour transporter de l'énergie à haute fréquence d'un point à un autre, on n'utilise pas une rallonge électrique ordinaire mais une ligne de transmission aux caractéristiques appropriées. Une ligne peut être constituée soit par un guide d'ondes, tube métallique à l'intérieur duquel se propage l'onde, soit par une ligne en "mode TEM" , constituée en général par deux conducteurs parallèles. La ligne TEM est composée de deux conducteurs électriques parallèles séparés par un diélectrique, très bon isolant aux fréquences utilisées (air, téflon polyéthylène...). Si l'un des conducteurs est entouré par l'autre, on parle alors de ligne coaxiale.
Une ligne de transmission est censée ne pas rayonner. Cette condition est en pratique satisfaite avec un câble coaxial. Avec une ligne bifilaire, la distance entre les deux conducteurs doit être très petite par rapport à la longueur d'onde, et aucun obstacle ne doit se situer à proximité des deux conducteurs.
Aux hyperfréquences, on utilisera un guide d'ondes qui, à longueur égale, aura moins de pertes qu'un câble coaxial.
- Voir lignes de transmission

### Exemples de lignes de transmission
- De l'émetteur à l'antenne on utilisera un câble coaxial pouvant supporter des tensions de plusieurs centaines ou milliers de volts sans claquage électrique.
- Entre l'antenne parabolique et le récepteur de télévision par satellite les signaux de faible amplitude seront transportés par un câble coaxial présentant de faibles pertes à très haute fréquence.
- L'antenne d'un radar utilisé pour le contrôle aérien est reliée aux équipements de détection à l'aide d'un guide d'ondes, tuyau métallique à l'intérieur duquel se déplace l'onde.
- Sur ondes courtes les radioamateurs utilisent parfois des lignes bifilaires pour alimenter leur antenne.
- Sur un circuit imprimé, une piste au-dessus d'un plan de masse est une ligne transmettant le signal d'un point du circuit à un autre.
- Une fibre optique n'est rien d'autre qu'une ligne de transmission pour une onde optique.

### Propagation d'une onde dans une ligne
Un générateur relié à une charge à l'aide d'une ligne va provoquer dans chacun des deux conducteurs de la ligne l'établissement d'un courant électrique et la formation d'une onde se déplaçant dans le diélectrique à une vitesse très grande. Cette vitesse est inférieure à la célérité de la lumière mais dépasse fréquemment 200 000 km/s, ce qui implique que, pour une fréquence donnée, la longueur de l'onde dans la ligne est plus petite que dans l'espace.
(longueur d'onde = célérité dans le milieu / fréquence)
Dans une ligne coaxiale, la vitesse de propagation est la même quelle que soit la fréquence, on dit que la ligne n'est pas dispersive.
Le problème est différent dans le cas de la propagation dans un guide d'ondes : bien que la vitesse de propagation de l'énergie soit toujours inférieure à celle de la lumière, celle-ci dépend de la fréquence, et on constate par ailleurs que la longueur d'onde dans le guide est plus grande que dans l'air : Un guide d'ondes est dispersif.
Ce phénomène peut poser des problèmes dans le cas d'émissions large bande numériques : si le signal transporté est large bande, les fréquences aux deux extrémités du spectre du signal n'arriveront pas en même temps au récepteur, et il y aura distorsion (distorsion de temps de propagation de groupe).
- Voir guide d'ondes,  vitesse de phase et vitesse de groupe

### Ondes progressives
Lorsque la ligne est parfaitement adaptée  à la charge, condition remplie lorsque l'impédance  d'entrée de la charge est  égale à l'impédance caractéristique de la ligne, cette dernière est parcourue seulement par des ondes progressives. Dans ce cas idéal la différence de potentiel entre les conducteurs et le courant qui circule dans ceux-ci ont la même valeur quel que soit l'endroit où la mesure est effectuée sur la ligne. 
- Voir Propagation des ondes.

### Ondes stationnaires
Si la condition évoquée précédemment n'est pas remplie, ce qui arrive si l'impédance de la charge est différente de l'impédance caractéristique de la ligne, une partie de l'énergie qui arrive sur la charge va être réfléchie, et une onde va se propager dans l'autre sens. La ligne va alors être le siège d'ondes stationnaires, interférences entre l'onde directe et l'onde réfléchie. La tension mesurable entre les deux fils ne sera plus constante sur toute la longueur de la ligne et vont apparaître :
- des maxima de tension encore appelés ventres de tension correspondant à des nœuds de courant
- des minima de tension ou nœuds de tension associés à des maxima de courant (ventres de courant).

Ce type de fonctionnement est généralement redouté si le taux d'ondes stationnaires (TOS) est élevé. Les surtensions correspondant aux ventres de tension peuvent endommager l'émetteur, voire la ligne. Les pertes par réflexion sur la charge sont élevées, et l'énergie émise par la source va revenir sur celle-ci.
On peut utiliser des lignes en court-circuit ou ouvertes pour réaliser des résonateurs et des filtres. Le TOS élevé signifiera un Q élevé pour le résonateur.
- Voir Propagation des ondes.

### Pertes dans la ligne
La résistance électrique (non nulle) des conducteurs constituant la ligne et l'isolement (non infini) du diélectrique, provoquent un affaiblissement de l'amplitude de l'onde progressive parcourant la ligne.
Ces pertes ont un double inconvénient :
- affaiblissement du signal reçu et diminution de la sensibilité du système de réception.
- réduction de la puissance transmise à l'antenne par l'émetteur.

Les pertes en ligne s'expriment en dB/m (décibel/mètre de longueur) et dépendent de nombreux facteurs :
- nature du diélectrique (matière, forme...)
- type de ligne (bifilaire ou coaxiale)
- fréquence de travail

Exemple : un câble coaxial très commun (ref. RG58A) d'une longueur de 30 mètres présente 6 dB de pertes à 130 MHz. À cette fréquence, si l'on applique une puissance de 100 watts à l'entrée de cette ligne on ne retrouvera que 25 watts à son extrémité, avec une perte de 6 dB. À la fréquence de 6 MHz on retrouvera 95 watts et la perte n'est plus que de 1 décibel.
Les pertes, si elles sont exprimées en décibels, sont proportionnelles à la longueur de la ligne.